# Karl von Aweyden
Karl Ludwig Theodor von Aweyden (* 2. Januar 1829 in Juckeln; † 30. März 1891 in Königsberg) war ein preußischer Generalleutnant und Kommandant von Posen.

## Leben

### Herkunft
Karl war ein Sohn des gleichnamigen preußischen Premierleutnants im 2. Westpreußischen Dragoner-Regiment Karl von Aweyden (1787–1848) und dessen zweiter Ehefrau Louise, geborene von Clair († 10. März 1830).

### Militärkarriere
Aweyden absolvierte die Realschule in Insterburg und trat am 6. November 1850 als Fahnenjunker in das Kaiser Franz Garde-Grenadier-Regiment der Preußischen Armee in Berlin ein. Dort wurde er am 14. November 1851 zum Portepeefähnrich ernannt und am 14. Dezember 1852 zum Sekondeleutnant befördert. Ab 1. September 1855 diente Aweyden für drei Jahre als Adjutant des III. Bataillons des 4. Garde-Landwehr-Regiments in Düsseldorf. Nach seiner Rückkehr in sein Stammregiment war er Adjutant des I. Bataillons und stieg im April 1860 zum Regimentsadjutanten auf. Kurz darauf wurde Aweyden als Adjutant zur 3. Garde-Infanterie-Brigade versetzt und am 17. Oktober 1860 zum Premierleutnant befördert. Mit seiner Beförderung zum Hauptmann am 3. April 1866 folgte unter Ernennung zum Kompaniechef die Versetzung in das Garde-Füsilier-Regiment. Als solcher nahm Aweyden 1866 während des Krieges gegen Österreich an den Kämpfen bei Soor, Königinhof sowie Königgrätz teil und wurde mit dem Roten Adlerorden IV. Klasse mit Schwertern ausgezeichnet.
Am 22. März 1868 wurde Aweyden in das Infanterie-Regiment Nr. 81 versetzt und zum Adjutanten des Generalkommandos des VIII. Armee-Korps ernannt. Als Major war er während des Krieges gegen Frankreich 1870/71 im Stab des Generals der Infanterie August Karl von Goeben tätig. Aweyden nahm an der Schlacht bei Spichern teil und wurde bei Gravelotte schwer verwundet. Nach seiner Gesundung kam er bei Amiens, an der Hallue, Bapaume und Saint-Quentin zum Einsatz. Für seine Leistungen wurde Aweyden mit beiden Klassen des Eisernen Kreuzes ausgezeichnet.
Nach dem Frieden von Frankfurt ernannte man ihn am 15. Juli 1871 zum Kommandeur des Füsilier-Bataillons im 1. Badischen Leib-Grenadier-Regiment Nr. 109 in Karlsruhe. Am 19. September 1874 stieg er zum Oberstleutnant auf und wurde am 10. Februar 1877 Kommandeur des 1. Niederschlesischen Infanterie-Regiments Nr. 46. Dort wurde er am 22. August 1877 Oberst und am 15. Mai 1883 erhielt Aweyden die Ernennung zum Generalmajor und Kommandeur der 35. Infanterie-Brigade. Dieses Kommando gab er bereits nach knapp drei Monaten wieder ab und übernahm dafür die 36. Infanterie-Brigade in Rendsburg. Für seine Leistungen wurde Aweyden am 17. Januar 1886 der Rote Adlerorden II. Klasse mit Eichenlaub und Schwertern am Ringe verliehen. Von seinem Brigadekommando am 13. April 1887 entbunden, war er anschließend Kommandant von Posen und erhielt am 15. November 1887 den Charakter als Generalleutnant. Unter Verleihung des Sterns zum Kronenordens II. Klasse wurde Aweyden am 3. Juli 1888 mit Pension zur Disposition gestellt.

### Familie
Aweyden heiratete am 3. Juni 1867 in Wilken seine Nichte Anna von Aweyden (1845–1891), mit der er folgende Kinder hatte:
- Elise (* 1869) ⚭ 1889 Adalbert Neander von Petersheiden (1865–1906), preußischer Oberleutnant a. D.[1]
- Erich (1871–1874)
- Karl (1872–1918), Militärattaché in Stockholm, gefallen als Major und Kommandeur des 6. Pommerschen Infanterie-Regiments Nr. 49 ⚭ Hedwig von Klitzing (1885–1949)

Sein Vorfahr war der Insterburger Justizdirektor Friedrich Albrecht Ernst von Aweyden.